# Becky Hill
Rebecca Claire Hill (Bewdley, Worcestershire, Inglaterra, 14 de febrero de 1994) es una cantante y compositora británica. Se hizo conocida después de participar en la primera temporada de La Voz (Reino Unido), haciendo su audición con la canción "Ordinary People" de John Legend. Se unió al equipo de Jessie J  y logró llegar a la semifinal de la competición. El 29 de junio de 2014 se convierte en la primera concursante de La Voz (Reino Unido) en conseguir un número 1 cuando la canción, "Gecko (Overdrive)" con Oliver Heldens coronó el UK Singles Chart.

## Primeros años
Hija de Susan y Stephen Hill, empezó a hacer música a los 14 años mientras actuaba en una banda llamada Shaking Trees. 
Es seguidora del Walsall F.C.
En abril de 2021, salió del armario en su cuenta de Twitter, declarando "Sin duda me he sentido incómoda etiquetándome como hetero, o cualquier cosa en realidad, pero queer parece ser la identidad más acertada para definir quién soy".

## Carrera

### 2012:La Voz
Hizo las audiciones para la primera temporada de La Voz (Reino Unido), y en las audiciones a ciegas interpretó "Ordinary People". Los jueces Jessie J y Will.i.am se giraron, los únicos con un espacio disponible en sus equipos. Optó por unirse a Jessie. En las batallas compitió contra Indie y Pixie con la canción "Irreplaceable", ganó la batalla y pasó a los directos. Llegó a la semifinal de la competición donde fue eliminada.
| Actuado           | Canción                                  | Artista original   | Resultado               |
| ----------------- | ---------------------------------------- | ------------------ | ----------------------- |
| Audición a ciegas | "Ordinary People"                        | John Legend        | Se une al Equipo Jessie |
| Las batallas      | "Irreplaceable" ((contra Indie y Pixie)) | Beyoncé            | Ganadora                |
| Semana 2          | "Good Luck"                              | Basement Jaxx      | Salvada                 |
| Semana 4          | "Seven Nation Army"                      | The White Stripes  | Últimas tres            |
| Semifinal         | "Like a Star"                            | Corinne Bailey Rae | Eliminada               |

### 2013–2017: Primer éxito yEko EP
Desde su aparición en La Voz, versiones de "She Wolf" de David Guetta y "Not Giving In" de Rudimental han sido publicadas, así como también versiones de "Last Request" de Paolo Nutini y "Too Close" de Alex Clare. Hill colaboró en la canción "Powerless" de Rudimental  incluida en el primer álbum del grupo, "Home". Hill apareció y coescribió una versión vocal de la canción de Oliver Heldens, "Gecko", rebautizada "Gecko (Overdrive)", junto a MNEK. La canción se coronó en UK Singles Chart el 29 de junio de 2014 con ello convirtiéndola en la primera concursante de La Voz en conseguir un número 1.
El 9 de noviembre de 2014 lanzó el sencillo, "Losing", el cual estuvo producido por MNEK. El solo debutado en número 56 en el Reino Unido Singles Gráfico. Cerro coescribió artista de registro australiano Reigan Derry el debut solo "Todo de las Piezas". En julio de 2015, productor de casa francesa Watermät liberó una versión vocal de su Frecuencia "de pista" con Cerro cuando artista de ventaja de la junta. La pista estuvo rebautizada a "Todo Mi Amor".
En temprano 2016,  anuncie que sea songwriting con reventar sensation CocknBullKid. En mayo de 2016 libere su primer apropiado solo en dos años, tituló "Atrás a Mi Amor", presentando vocals de rapper Poco Simz. Esté dicho para ser la ventaja sola fuera de su álbum de debut, pero era más tarde incluido en el Eko EP, liberado en agosto de 2017. Durante el verano,  colabore con un número de artistas. Su primero era con DJ y productor récord MK en su Pieza "sola de mí". El segundo era con Matoma en su breakthrough Alarma "Falsa sola". En los meses tardíos de 2016,  anuncie un segundo solo de su EP, titulado "Tibio". Sea coescrito con MNEK y producido por Cambio K3Y. Al final de Marcha 2017,  libere un tercer solo, Amor "Grosero titulado". La canción era coescrito y producido por MNEK. El vídeo de música estuvo liberado en April y chispeó el lanzamiento de su oficial VEVO canal encima YouTube/Youtube.
En mayo de 2017, el cerro firmó un en todo el mundo publicando trata Sony/ATV y también el huésped presentó un episodio de CBBC es El Playlist. Siguiendo de este, el cerro liberó un cuarto solo "Imprevisible" del Eko EP, junto con el EP él en agosto de 2017 cuando la liberación final de su etiqueta independiente propia Eko la música Limitó."Imprevisible"  era coescrito por Karen Poole y MNEK, quién es también responsable para producción.

### 2017–2019:Get to Know
Becky Hill anunció en agosto de 2017 que había firmado un contrato discográfico mundial con Polydor Records y que esperaba publicar su álbum debut en 2019. Tras firmar su contrato discográfico, su representante Alex Martin declaró: "Becky se encuentra en un momento increíblemente emocionante de su carrera. El público solo ha visto una pequeña parte de Becky como artista en solitario y de lo que puede hacer, y estábamos buscando el socio adecuado con el que trabajar para llevarlo más lejos"
En 2018, lanzó el single "Sunrise in the East", que fue tratado como el corte principal de su supuestamente rejuvenecido proyecto debut. Poco después, apareció en canciones como "Back & Forth", junto a Marc Kinchen y Jonas Blue. Esto continuó al año siguiente con "I Could Get Used to This", con Weiss, y finalmente "Wish You Well", con Sigala, que se convirtió en su primer éxito en el top 10 de las listas británicas desde "Gecko (Overdrive)". También escribió la canción "All Day and Night", de Jax Jones, Martin Solveig y Madison Beer, que fue su primer esfuerzo escrito en llegar al top 10 en los Charts del Reino Unido. El 6 de julio de 2019, Hill actuó en el Orgullo de Londres en el escenario de Trafalgar Square. El 24 de septiembre de 2019, Hill anunció en las redes sociales que iba a lanzar un "mini álbum" ese viernes, con cuatro temas nuevos. Estos cuatro temas estaban previamente planeados para ser lanzados por su cuenta como una obra extendida, titulada Fickle Emotions, pero la idea fue desechada antes de incluirlos en un álbum recopilatorio. El álbum, bajo el título Get to Know, fue lanzado el 27 de septiembre de 2019. El 6 de diciembre de 2019, Hill lanzó una versión de la canción de Yazoo, "Only You", dedicada a su abuelo, que le había presentado la versión de The Flying Pickets de la canción cuando era joven.

### 2020–2022:Only Honest on the Weekend
A principios de 2020, Hill actuó como telonera del grupo irlandés de pop rock The Script en su gira Sunsets & Full Moons por el Reino Unido e Irlanda e interpretó algunas de sus canciones de Get to Know. A finales de marzo de ese año, el resto de las fechas se cancelaron debido a la pandemia de COVID-19.
Lanzó los siguientes sencillos de su álbum de debut Only Honest on the Weekend: "Better Off Without You" con Shift K3Y y "Heaven on My Mind" con Sigala, que alcanzaron el número catorce en la lista de singles del Reino Unido. El siguiente sencillo, "Space", alcanzó el puesto setenta y nueve, aunque posteriormente no se incluyó en la lista de canciones definitiva.
En abril, colaboró con Tiesto en la canción "Nothing Really Matters", que más tarde se publicó en el séptimo álbum de Tiesto, The London Sessions, donde también participó en otra canción llamada "Over You". En junio, estrenó un podcast de Spotify llamado "The Art of Rave" en el que participaron Pete Tong, Sister Bliss y DJ Zinc.
En noviembre, versionó "Forever Young" de Alphaville para el anuncio navideño de McDonald's en el Reino Unido. El tema se convirtió en su primera canción sin un crédito conjunto en alcanzar el Top 40 del Reino Unido, cuando alcanzó el número treinta y cinco.
A principios de 2021, Hill lanzó los sencillos "Last Time" y "Remember" con el DJ francés David Guetta. Alcanzaron el número treinta y nueve y el número tres, respectivamente, convirtiéndose este último en el cuarto éxito de Hill entre los diez primeros.
El 15 de julio de 2021, Hill anunció el lanzamiento de su álbum de debut, Only Honest on the Weekend, con un tráiler en su Instagram en el que aparecían canciones inéditas como "My Heart Goes (La Di Da)", con Topic, y "Through the Night", con 220 Kid. El tracklist fue confirmado más tarde en su totalidad por Official Charts. En un principio, estaba previsto que el álbum saliera a la venta el 20 de agosto de 2021. Hill explicó que el álbum se retrasaría 1 semana, y se lanzaría el 27 de agosto de 2021 para dejar que "My Heart Goes (La Di Da)" brillara en las listas del Reino Unido. Lanzada como single final del álbum, la canción permaneció cuatro semanas en el número 11 convirtiéndose en el noveno single top-20 de Hill.
Además, el 25 de agosto de 2021, días antes del lanzamiento de Only Honest on the Weekend, se publicó un "Kiss My (Uh Oh)" Girl Power Remix en el que Hill participó junto a Anne-Marie, Little Mix, Raye y Stefflon Don.
El 25 de enero de 2022, Hill anunció que lanzará una canción con Wilkinson 9 años después de su anterior éxito "Afterglow". La canción se llama "Here For You" y se publicó el 11 de febrero de 2022. Más tarde lanzó "Run", una colaboración con el dúo sueco de EDM Galantis, el 25 de febrero de 2022[26], a la que siguió una edición de lujo de su álbum de debut Only Honest on the Weekend. Incluía los singles "Space", "Run" con Galantis, "Hold On" con Netsky y "Here For You" con Wilkinson, la canción "Personally" y la versión acústica de "Remember".
El 8 de abril de 2022, Hill colaboró con David Guetta y Ella Henderson en la canción "Crazy What Love Can Do". En julio de 2022, actuó en la ceremonia de clausura de la UEFA Women's Euro 2022 en el estadio de Wembley, tras lo cual fue trolleada en Internet debido al leotardo plateado que llevaba para la actuación.También actuó durante las pruebas de voley playa de los Juegos de la Commonwealth de 2022 en Birmingham. El 5 de agosto de 2022, Hill colaboró con el DJ británico Joel Corry en la canción "History". En 2022, recibió dos nominaciones a los Brit Awards, incluyendo Canción Británica del Año por "Remember" con David Guetta, y Mejor Acto de danza, que ganó 2 años consecutivos en 2022 y 2023.

### 2023-presente:Believe Me Now?
El 2 de mayo de 2023, Becky Hill anunció el single principal "Side Effects", publicado el 12 de mayo de 2023, una colaboración con Lewis Thompson de su próximo segundo álbum de estudio. Becky Hill confirmó más tarde que el álbum se publicará el 31 de mayo de 2024.

## Discografía
Álbumes de estudio
- Only Honest on the Weekend (2021)[21]
- Believe Me Now? (2024)[20]

Álbumes recopilatorios
- Get to Know (2019)

## Premios y reconocimientos
| Año  | Organización                  | Trabajo                                                                                | Premio                                 | Resultado | Ref.   |
| ---- | ----------------------------- | -------------------------------------------------------------------------------------- | -------------------------------------- | --------- | ------ |
| 2014 | UK Music Video Awards         | "Powerless" (con Rudimental)                                                           | Mejor Video Urbano                     | Nominada  | [ 22 ] |
| 2014 | MOBO Awards                   | "Powerless" (con Rudimental)                                                           | Mejor Video                            | Nominada  | [ 23 ] |
| 2014 | Berlin Music Video Awards     | "Powerless" (con Rudimental)                                                           | Mejor Edición                          | Nominada  | [ 24 ] |
| 2015 | MTV Brand New                 | Becky Hill                                                                             | Brand New For 2015                     | Nominada  | [ 25 ] |
| 2015 | Popjustice £20 Music Prize    | "Losing"                                                                               | Mejor Sencillo Pop Británico           | Nominada  | [ 26 ] |
| 2016 | Spellemannprisen              | "False Alarm" (con James Newman)                                                       | Canción del Año                        | Nominada  | [ 27 ] |
| 2017 | ASCAP London Music Awards     | "False Alarm" (con James Newman)                                                       | Canción EDM Ganadora                   | Ganadora  | [ 28 ] |
| 2021 | ASCAP London Music Awards     | "Lose Control" (con Conor Blake Manning)                                               | Hot Dance / Electronic Song            | Ganadora  | [ 29 ] |
| 2022 | LOS40 Music Awards            | "Crazy What Love Can Do" (con David Guetta & Ella Henderson)                           | Mejor Colaboración Internacional       | Ganadora  | [ 30 ] |
| 2022 | LOS40 Music Awards            | "Crazy What Love Can Do" (con David Guetta & Ella Henderson)                           | Mejor Video Internacional              | Nominada  | [ 30 ] |
| 2022 | Electronic Dance Music Awards | "My Heart Goes (La Di Da)" (con Topic)                                                 | Canción House Inglesa del año          | Nominada  | [ 31 ] |
| 2022 | Electronic Dance Music Awards | Becky Hill                                                                             | Mejor Vocalista                        | Nominada  | [ 31 ] |
| 2022 | Global Awards                 | Becky Hill                                                                             | Estrella en ascenso                    | Nominada  | [ 32 ] |
| 2022 | Global Awards                 | Becky Hill                                                                             | Mejor Artista Femenina                 | Nominada  | [ 32 ] |
| 2022 | Global Awards                 | Becky Hill                                                                             | Mejor Artista Pop                      | Nominada  | [ 32 ] |
| 2022 | Global Awards                 | Becky Hill                                                                             | Mejor Artista Inglesa                  | Nominada  | [ 32 ] |
| 2022 | Brit Awards                   | "Remember" (con David Guetta)                                                          | Canción del año                        | Nominada  | [ 33 ] |
| 2022 | Brit Awards                   | Becky Hill                                                                             | Mejor Artista Dance                    | Ganadora  | [ 33 ] |
| 2023 | Brit Awards                   | Becky Hill                                                                             | Mejor Artista Dance                    | Ganadora  | [ 34 ] |
| 2023 | British LGBT Awards           | Becky Hill                                                                             | Artista Musical                        | Ganadora  | [ 35 ] |
| 2023 | British Phonographic Industry | Becky Hill                                                                             | Brits Billion Award                    | Ganadora  | [ 36 ] |
| 2023 | Electronic Dance Music Awards | Becky Hill                                                                             | Mejor Vocalista                        | Nominada  | [ 37 ] |
| 2023 | Electronic Dance Music Awards | "History" (con Joel Corry)                                                             | Canción Dance del año (Radio)          | Nominada  | [ 37 ] |
| 2023 | Electronic Dance Music Awards | "Crazy What Love Can Do" (con David Guetta & Ella Henderson)                           | Video Musical del año                  | Nominada  | [ 37 ] |
| 2023 | Global Awards                 | Becky Hill                                                                             | Mejor Artista Inglesa                  | Nominada  | [ 38 ] |
| 2023 | Global Awards                 | Becky Hill                                                                             | Mejor Artista Femenina                 | Nominada  | [ 38 ] |
| 2023 | Music Week Awards             | Becky Hill x Stefflon Don x Ultra Naté x Pepsi MAX – UEFA Women’s EURO 2022 Final Show | Colaboración entre música y un negocio | Nominada  | [ 39 ] |
| 2024 | Electronic Dance Music Awards | Becky Hill                                                                             | Vocalista del Año                      | Nominada  | [ 40 ] |
| 2024 | Brit Awards                   | Becky Hill                                                                             | Mejor Artista Dance                    | Nominada  | [ 41 ] |